# Claes Billstam
Claes Billstam (1944. szeptember 16. – 2013) svéd rali-navigátor.

## Pályafutása
1973 és 1991 között összesen hetvenhat világbajnoki versenyen navigált. 
Mikael Ericsson társaként két győzelmet szerzett; 1989-ben elsők lettek az argentin valamint a finn versenyen. Pályafutása alatt olyan neves versenyzőkkel dolgozott együtt, mint Harry Källström, Rauno Aaltonen, Walter Röhrl, Ove Andersson, Björn Waldegård, Achim Warmbold vagy Ingvar Carlsson.

### Rali-világbajnoki győzelmei
| #  | Dátum                 | Rali          | Versenyző       | Autó                   | Összefoglaló |
| -- | --------------------- | ------------- | --------------- | ---------------------- | ------------ |
| 1. | 1989. augusztus 1-5   | Argentin rali | Mikael Ericsson | Lancia Delta Integrale | Összefoglaló |
| 2. | 1989. augusztus 25-27 | Finn rali     | Mikael Ericsson | Mitsubishi Galant VR-4 | Összefoglaló |

## Külső hivatkozások
- Profilja a rallybase.nl honlapon
- ewrc-results.com